# Contessa Entellina
Contessa Entellina is een gemeente in de Italiaanse provincie Palermo (regio Sicilië) en telt 1963 inwoners (31-12-2004). De oppervlakte bedraagt 136,0 km², de bevolkingsdichtheid is 14 inwoners per km². De gemeente telt een minderheid Arbëreshë.

## Demografie
Contessa Entellina telt ongeveer 786 huishoudens. Het aantal inwoners daalde in de periode 1991-2001 met 3,3% volgens cijfers uit de tienjaarlijkse volkstellingen van ISTAT.
| Jaar | Inwoneraantal |
| ---- | ------------- |
| 1991 | 2052          |
| 2001 | 1985          |

## Geografie
De gemeente ligt op ongeveer 561 meter boven zeeniveau.
Contessa Entellina grenst aan de volgende gemeenten: Bisacquino, Campofiorito, Corleone, Giuliana, Monreale, Poggioreale (TP), Roccamena, Salaparuta (TP), Sambuca di Sicilia (AG), Santa Margherita di Belice (AG).

## Geboren
- Nicolò Chetta (1741-1803), priester en dichter in het Arbëreshë
- Giuseppe Schirò (1846-1927), titulair aartsbisschop
- Vincent Scramuzza (1886-1956), Italiaans-Amerikaans hoogleraar geschiedenis
- Matteo Sciambra (1914-1967), priester en taalkundige in het Arbëreshë
- Bino (1953-2010), zanger

## Galerij

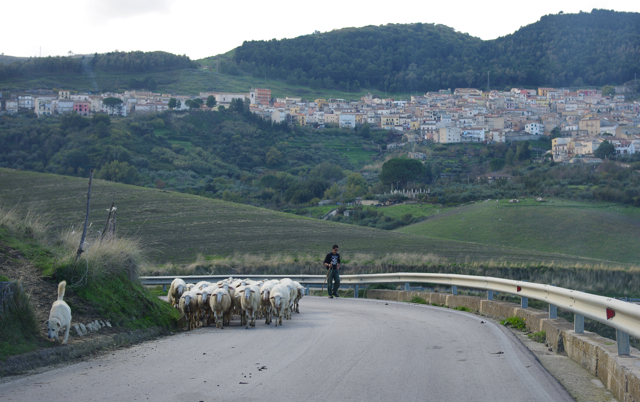
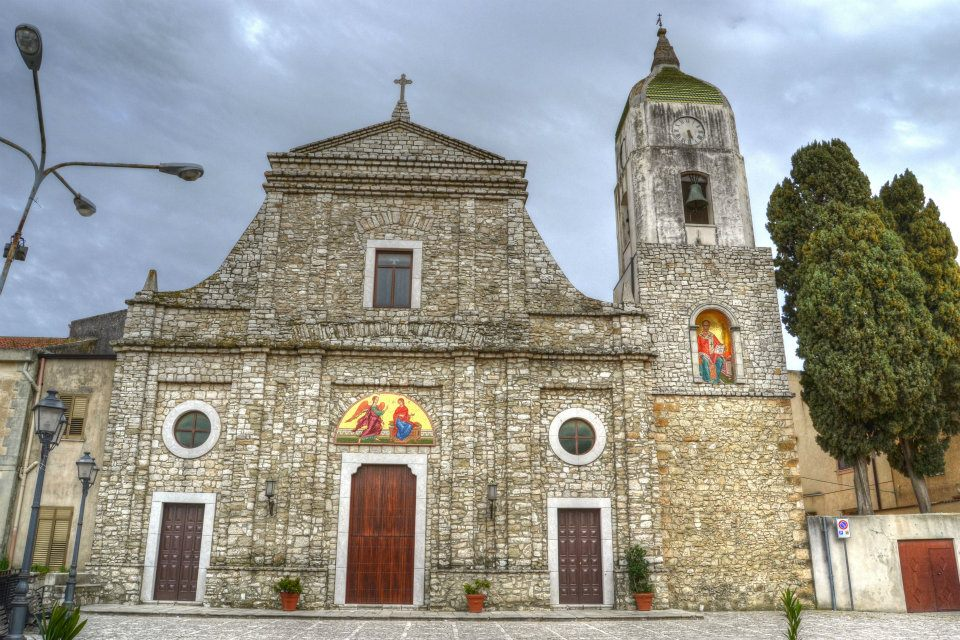

Alia · Alimena · Aliminusa · Altavilla Milicia · Altofonte · Bagheria · Balestrate · Baucina · Belmonte Mezzagno · Bisacquino · Blufi · Bolognetta · Bompietro · Borgetto · Caccamo · Caltavuturo · Campofelice di Fitalia · Campofelice di Roccella · Campofiorito · Camporeale · Capaci · Carini · Castelbuono · Casteldaccia · Castellana Sicula · Castronovo di Sicilia · Cefalà Diana · Cefalù · Cerda · Chiusa Sclafani · Ciminna · Cinisi · Collesano · Contessa Entellina · Corleone · Ficarazzi · Gangi · Geraci Siculo · Giardinello · Giuliana · Godrano · Gratteri · Isnello · Isola delle Femmine · Lascari · Lercara Friddi · Marineo · Mezzojuso · Misilmeri · Monreale · Montelepre · Montemaggiore Belsito · Palazzo Adriano · Palermo · Partinico · Petralia Soprana · Petralia Sottana · Piana degli Albanesi · Polizzi Generosa · Pollina · Prizzi · Roccamena · Roccapalumba · San Cipirello · San Giuseppe Jato · San Mauro Castelverde · Santa Cristina Gela · Santa Flavia · Sciara · Scillato · Sclafani Bagni · Termini Imerese · Terrasini · Torretta · Trabia · Trappeto · Ustica · Valledolmo · Ventimiglia di Sicilia · Vicari · Villabate · Villafrati
1. ↑  https://demo.istat.it/?l=it.